# Playa de El Portil
La playa de El Portil es una larga playa situada en la localidad de El Portil, dentro del término municipal de Punta Umbría, en la provincia de Huelva (España). 

## Características
De arena fina y dorada coincide con el punto final de la desembocadura del río Piedras y parte de ella se sitúa frente a la Flecha de El Rompido, que crece en torno a ochenta metros anuales. Cerca de ella se encuentra la laguna del mismo nombre que se encuentra catalogada como espacio protegido. Colinda al este con la Playa de La Bota. La mayor parte de ella se encuentra urbanizada y con accesos sencillos. Durante la Segunda Guerra Mundial el gobierno de Francisco Franco construyó búnkeres previendo una posible invasión aliada por la costa onubense. Aún se pueden encontrar restos de ellos.